# Restrukturalizace
Restrukturalizace je proces, jehož principem je optimalizace chodu firmy a tím dosažení vyšších zisků za využití nástrojů zjištění stávajícího stavu, návrhu řešení, testování a následné implementace navrženého řešení.
Podnik se dostane do nějakých problémů, kdy není schopen splácet svoje pohledávky. Restrukturalizace je změna/ozdravení podniku tak, aby byl dlouhodobě životaschopný. Tzn. generuje zisk, je schopen plnit svoje závazky a je schopen investovat do vývoje, do zaměstnanců, tak aby nebyl dlouhodobě ohrožený, má produkt, o který je zájem. Restrukturalizace je termín korporátního managementu pro reorganizaci právní struktury, vlastnické struktury nebo jiných částí podniku za účelem zvýšení ziskovosti nebo změny pro konkrétní potřeby podniku. Jiné důvody pro restrukturaluzaci mohou zahrnovat: změnu ve vlastnické struktuře, rozdělení podniku, nebo jako odpověď na krizi nebo výraznou změnu v podniku jakožto: krach, přemístění a nebo výkup společnosti. Restrukturalizace může být také brána jako restrukturalizace korporátní, dluhová a nebo finanční. Vedoucí zapojení do restrukturalizace častokrát najímají finanční a právní poradce k asistenci při transakčních detailech a jednání. Tyto kroky může udělat nový CEO, který je najat speciálně k provedení těžkých a kontroverzních rozhodnutí, které jsou nutné k záchraně nebo přemístění podniku. Většinou to zahrnuje finanční dluh, prodávání částí firem investorům, reorganizace a nebo redukce operací podniku.
Základní princip restrukturalizace je hra s nulovým součtem. Strategická restrukturalizace redukuje finanční ztráty, zároveň zmenšuje napětí mezi dluhem a držiteli akcií a usnadňuje pohotové řešení nouzové situace. Restrukturalizace firemního dluhu je reorganizace nevyřízených závazků. Většinou je tento mechanismus využíván podniky, které jsou v potížích se splácením dluhů. V procesu restrukturalizace úvěrové závazky jsou natahovány na delší časovou periodu s menšími platbami. Tento systém dává společnosti možnost, aby bylo schopna vyhovět všem nárokům ohledně dluhů. Jakožto část procesu tak někteří věřitelé mohou odsouhlasit výměnu dluhu za nějakou část kapitálu. Je to založeno na principu, že restrukturalizační možnosti dostupné společnostem v časových a transparenčních možnostech ujdou dlouhou cestu k zajištění jejich životaschopnosti, která je ohrožena vnitřními a vnějšími faktory. Tento proces se snaží vyřešit potíže, kterým čelí korporátní sektor a snaží se udělat firmu znovu životaschopnou. Hlavní princip restrukturalizace byl rozložit prodej a využít tento majetek a „přežít“ aktuální cyklus.

## Způsoby reorganizace
Existují dva způsoby řešení insolvence. Formální a neformální řešení.
Formálně (Insolvence)
Firma se dostane do úpadku. Insolvenční řešení má dva druhy reorganizace nebo konkurz. Formální proces je nejistý, zdlouhavý a finančně náročný.

### Reorganizace
Podnik je životaschopný, management má dispoziční oprávnění a připraví se reorganizační plán, o kterém věřitelé hlasují, jestli se plán odsouhlasí či nikoliv.
Příklad reorganizačního plánu: Firma splatí svoje závazky v průběhu 3 let, danými způsoby a věřitelé dostanou 20 % svých pohledávek. Podnik přežívá a nezaniká. Insolvenční správce jen dozoruje.

### Konkurz
Řízená likvidace.
Konec konkurzu je zánik firmy/zánik IČO. Insolvenční správce má veškeré dispoziční oprávnění a nakládá s majetkem. Věřitelský výbor, soud.
Za předpoklady změny byznysu, změní se i dluhy. Dluhy lze měnit formálně i neformálně. Neformálně – mění se splatnost. Formálně – mění se odpis toho dluhu.

### Neformálně
Neformálním řešení se rozumí dohoda s bankou.
Banka stanoví časové období, během kterého se musí splatit dluhy, domluvit postup jakým se podnik bude ubírat. Často také dochází ke změně ve vedení firmy. Dochází ke zlepšení provozu, hledají se noví investoři a započíná fáze obnovy funkce podniku.
· Změna organizační struktur
· Změna korporátní
· Rozprodávání non-core aktiv (non-core aktiva neboli “nesouvisející” aktiva či aktiva z vedlejších činností: firma vyrábějící motory si koupí sjezdovku, kostel nebo golfové hřiště apod.)
· Splácení pohledávek – lze prodat pohledávku rychle někomu jinému, poté ji „dlužník“ zaplatí už tomu dalšímu
· Rozprodání zásob nebo jejich snížení → vzniká pohledávka → prodání pohledávek → cash = cash conversion cycle – co nejrychleji, s minimem peněz co nejvíce
· Obrátka, cash-pulling (spojení kapitálu sesterských či mateřských firem v jeden obnos, se kterým se dále nakládá)

## Úpadek
Hrozící úpadek
Je zde možnost, že firma v budoucnu nebude schopna splácet. V tuto chvíli by se mělo zahájit insolvenční řízení, aby se předešlo nežádoucím důsledkům.

### Faktický úpadek
Firma/dlužník se nachází v úpadku, pokud má více věřitelů, dále závazky delší než 30 dnů po splatnosti a tyto závazky není schopen splácet. Dlužník není schopen splácet, pokud zastavil platby podstatné části svých peněžitých závazků, nebo je neplní po delší dobu než 3 měsíce. (Zákon č. 182/2006 Sb., o úpadku a způsobech jeho řešení)

#### Řešení úpadku

##### Předlužení
Pasiva musí překračovat hodnotu aktiv

##### Rozvaha
Platební neschopnost
Podnik není schopný splácet svoje závazky. Nejčastěji má firma více třicetidenních závazků nebo jeden závazek na devadesát dní. Pokud má firma více než jeden nesplacený devadesátidenní závazek, znamená úpadek. Pokud se firma dostane do úpadku, měla by ihned podat insolvenční návrh na zahájení insolvenčního řízení. Návrh by měl obsahovat způsoby řešení úpadku.
Restrukturalizace je vázána na počet úvěrů, které se nesplácí. Systémový problém nastává při 10 % a více. Neschopnost splácet je vázaná na ekonomický vývoj.

## Fáze implementace restrukturalizace
K volbě způsobu a rozsahu restrukturalizace podnik přistupuje podle toho, v jaké aktuální fázi se nachází.

### Prosperita
Podnik prosperuje a hledá cesty jak se dále rozvíjet. Restrukturalizace má v tomto případě za cíl rozkrýt třecí místa stávajícího procesu, teoretickou přípravu nového, a praktickou implementaci

### Revitalizace
Společnost je ve stagnaci, nebo poklesu (prodejů, zisku, produkce...). Restrukturalizace má v této fázi za cíl pomocí analýz nalézt problémová a nerentabilní místa a optimalizovat celkový provoz tak, aby došlo k návratu k profitabilitě.

### Resuscitace
Společnost je na hranici zániku. Zde se nabízí dva účely restrukturalizace. Prvním je maximalizace hodnoty společnosti před jejím zánikem, druhým potom snaha minimalizovat dobu a rozsah dotací vlastníků, nutných k udržení provozu společnosti. Tedy co nejdříve dostat společnost do profitabilního statusu.

## Restrukturalizace v praxi
V současné době (2014) není vnímání českých podnikatelů příliš nakloněno využívání restrukturalizace k optimalizaci profitability. Česká podnikatelská veřejnost ji obecně vnímá spíše jako krizový nástroj. Na českém trhu již delší dobu fungují poradenské a konzultantské společnosti, které se touto problematikou zabývají a přes které je možné profesionálně vedenou restrukturalizaci řešit. Z nejvýznamnějších např. PwC či Deloitte, LCG 360° CONSULTING, KPMG, Ernst & Young.

### Případy z praxe
98 firem = 100 %
Ve 48 % byl vlastník firmy v jejím vedení a v 52 % byl podnik vlastněn fondem a nebo nadnárodní korporací. V 74 % se restrukturalizace povedla a v 26 % podnik zanikl. V případě zachráněných se z 50 % volila insolvence a z 50 % se to řešilo neformálně. Záchrana firmy se povedla z 35 % díky insolvenci, z 29 % díky rychlosti jednání a z 28 % díky vstupu investora.

#### Konkrétní případy
SAZKA – konkurz, sazka aréna – akcie věřitelům;
Tatra – neformální řešení, nový vlastník, ozdravení firmy, nová spolupráce;
PSJ – insolvence
České podniky: 2-3 miliardy
V ČR: úroveň nesplacených pohledávek momentálně 3-4 %, v době krize 8-9 %,
Srbsko: 40 %, Chorvatsko: 30 %, Slovinsko: 25 %